# Martin Huxley
Martin Neil Huxley (1944) é um matemático britânico, que trabalha com teoria analítica dos números.
Obteve um PhD na Universidade de Cambridge em 1970, no ano seguinte à morte de seu orientador, Harold Davenport. É professor da Cardiff University.
Huxley provou um resultado sobre intervalo entre primos, nomeadamente que se pn denota o n-ésimo número primo e se θ  > 7/12, então
{\displaystyle p_{n+1}-p_{n}<p_{n}^{\theta },}
para todo n suficientemente grande.